# Kürschák Endre
Kürschák Endre (Buda, 1869. november 24. – 1916 és 1942 között) a pozsonyi kereskedelmi akadémiai tanára és igazgatója. Kürschák József öccse.

## Élete
Kürschák András mázoló és Teller Jozéfa (megh. 1916. december 12.) fia. A gimnázium négy osztályát, a közép-kereskedelmi, egyetemi és műegyetemi tanulmányait Budán végezte. Üzleti gyakorlatra a magyar királyi hitelszámvevőségnél tett szert. Középkereskedelmi iskolára 1892-ben képesítve lett a könyvvitel, kereskedelmi ismeret és levelezésből; állami vizsgálatot tett az államszámviteltanból. 1890. február 1-től tanárként dolgozott; kezdetben Nagyváradon; azon év szeptemberétől a pozsonyi kereskedelmi akadémián a könyvviteltant, kereskedelmi számtant és a jogi ismereteket tanította. Könyvtáros és segéd az adminisztrációban. A kereskedelmi tanonciskolában könyvvitelt és levelezést, a női kereskedelmi tanfolyamban könyvvitelt tanít. Tanulmányok céljából utazott Olaszországban, Svájcban, Németországban, Hollandiában, Belgiumban és Angliában. Felesége Burow Franciska volt, aki 1942. május 28-án hunyt el Pozsonyban.
Szakcikkeket írt a Magyar Ifjuságba. (V. A stroboscop, Hogyan készítsünk egy léggömböt), a Kereskedelmi Szakoktatásba (I. Még egyszer a kapcsolatos kereskedelmi iskolákról, Állandó könyvvitel, Az osztrák hétosztályú kereskedelmi iskolák tanári vizsgálatának szabályzata, II. A kereskedelmi isme, jogisme és nemzetgazdaságtan tanítása), a Nyugotmagyarországi Hiradóban (1893. febr. 19. Mens sana in corpore sano), a Pesti Naplóban (1895. aug. 2. A takácsok).

## Munkái
- A kettős könyvvitel vezérfonala. Bpest, 1897. (Szilágyi S. Aladárral együtt.)
- Jogi ismeretek. Tankönyv felső kereskedelmi iskolák számára. Uo. 1900.